# Graviton
U teorijama kvantne gravitacije, graviton je hipotetički kvant gravitacije, elementarna čestica koja posreduje gravitacionu silu. Ne postoji potpuna teorije kvantnog polja gravitona usled nerešenog matematičkog problema vezanog za renormalizaciju u opštoj teoriji relativnosti. U teoriji struna, za koju se smatra da je konzistentna teorija kvantne gravitacije, graviton je bezmaseno stanje fundamentalne strune.
Ako postoji, pretpostavlja se da je graviton bez mase, jer gravitacione sile deluju na veoma dugim opsezima i šire se brzinom svetlosti. Graviton mora biti spin-2 bozon, jer je izvor gravitacije energetsko-impulsni tenzor, tenzor drugog reda (u poređenju sa spin-1 fotonom elektromagnetizma, čiji izvor je četvorotočna struja, koja je tenzor prvog reda). Dodatno, može se pokazati da svako bezmaseno spin-2 polje može da proizvede silu koja se ne razlikuje od gravitacije, zato što bi se bezmaseno spin-2 polje spreglo sa energetsko-impulsnim tenzorom na isti način kao i gravitacione interakcije. Ovaj rezultat sugeriše da, ako se otkrije bezmasena spin-2 čestica, ona mora biti graviton.

## Teorija
Postoje hipoteze prema kojima su gravitacione interakcije posredovane sa jednom do sada neotkrivenom elementarnom česticom, nazvanom graviton. Tri druge poznate sile prirode su posredovane elementarnim česticama: elektromagnetizam fotonom, jaka interakcija gluonima, i slaba interakcija sa W i Z bozonima. Sve tri od ovih sila su precizno opisane pomoću standardnog modela fizike elementarnih čestica. Unutar klasičnih granica, uspešna teorija gravitona bi bila redukona na opštu relativnost, koja sama biva redukovana na Njutnov zakon gravitacije u granicama slabog polja.
Termin graviton su originalno skovali 1934. godine sovjetski fizičari Dmitri Blokhintsev i F. Galperin.

### Gravitoni i renormalizacija
Pri opisivanju gravitonskih interakcija, klasična teorija Fejnmanovih dijagrama, i semiklasične korekcije kao što su dijagrami sa jednom petljom normalno se ponašaju. Međutim, Fejnmanovi dijagrami sa bar dve petlje dovode do ultraljubičaste divergencije. Ovi beskonačni rezultati se ne mogu ukloniti zato što kvantizovana generalna relativnost nije perturbativno renormalizabilna, za razliku od kvantno elektrodinamičkih modela kao što je Jang-Milsova teorija. Neiračunljivi odgovori se dobijaju iz perturbacionog metoda pomoću kojeg fizičari izračunavaju verovatnoću da čestica emituje ili apsorbuje gravitone, i konsekventno teorija gubi verodostojnost predviđanja. Ovi problemi i komplementarni aproksimacioni okvir su osnova da se pokaže da je teorija koja je u većoj meri ujedinjena nego kvantizovana generalna relativnost neophodna da se opiše ponašanje u blizini Plankove skale.

### Upoređenje sa drugim silama
Poput nosilaca drugih sila (pogledajte naelektrisane crne rupe), gravitacija igra ulogu u opštoj relativnosti, u definisanju prostor-vremena u kome se događaji odvijaju. U pojedinim opisima energija modifikuje „oblik” samog prostora-vremena, i gravitacija je rezultat tog oblika, što je ideja koju je na prvi pogled teško uskladiti sa idejom sile koja deluje između dve čestice. Difeomorfična invarijantnost teorije ne dozvoljava bilo kojoj prostorno-vremenskoj zaleđini da bude izdvojena kao „istinska” prostorno-vremenska zaleđina, te je stoga opšta relativnost nezavisna od pozadine. U kontrastu s tim standardni model nije nezavistan od pozadine, i Minkovskijev prostor ima specijalni status prostora-vremena sa fiksnom pozadinom. Teorija kvantne gravitacije je neophodna da bi se pomirile razlike. Otvoreno je pitanje da li ova teorija treba da bude nezavisna od zaleđine. Odgovor na to pitanje će odrediti naše razumevanje specifične uloge gravitacije u sudbini svemira.

### Gravitoni u spekulativnim teorijama
Teorija struna predviđa postojanje gravitona i njihove dobro definirane interakcije. Graviton u perturbativnoj teoriji struna je zatvorena struna u veoma specifičnom nisko-energijskom vibracionom stanju. Rasipanje gravitona u teoriji struna takođe se može izračunati iz korelacionih funkcija u teoriji konformalnog polja, kao što je diktirano  korespondencijom, ili iz teorije matrica.
Karakteristika gravitona u teoriji struna je da, kao zatvoreni nizovi bez krajnjih tačaka, oni nisu vezani za brane i mogu se slobodno kretati između njih. Ako živimo na brani (kao što je pretpostavljeno teorijama brane), ovo „curenje” gravitona iz brane u višedimenzionalni prostor moglo bi da objasni zašto je gravitacija tako slaba sila, a gravitoni iz drugih brana u blizini naše mogu pružiti potencijalno objašnjenje za tamnu materiju. Međutim, ako bi se gravitoni potpuno slobodno kretali između brana, došlo bi do prevelikog razblaženja gravitacije, što bi uzrokovalo kršenje Njutnovog zakona inverznih kvadrata. Da bi rešila taj problem, Liza Randal je postulirala da bi trostruka brana (poput naše) imala svoju gravitacionu silu, koja sprečava slobodno kretanje gravitona, što može da dovede do razređene gravitacije koju uočavamo, uz grubo održavanje Njutnovog zakona inverznih kvadrata. Pogledajte bransku kosmologiju.
Teorija koju su formulisali Ahmed Farag Ali i Saurja Das dodaje kvantno mehaničke korekcije (koristeći Bemove trajektorije) u generalnu relativističku geodeziju. Ako se gravitonima da mala nenulta masa, to može da objasni kosmološku konstantu bez potrebe za tamnom energijom i da reši problem kosmološke konstante. Ova teorija je dobila počasno priznanje na konkursu za eseje 2014. godine Fondacije za istraživanje gravitacije zbog objašnjenje male veličine kosmološke konstante. Isto tako, teorija je dobila počasno priznanje na konkursu za eseje 2015. godine Fondacije za istraživanje gravitacije zbog prirodnog objašnjavanja homogenosti velikih dimenzija i izotropije univerzuma pomoću predloženih kvantnih korekcija.

## Energija i talasna dužina
Iako se pretpostavlja da su gravitoni bezmaseni, oni i dalje nose energiju, kao i svaka druga kvantna čestica. Energiju fotona i energiju gluona takođe nose čestice bez mase. Nije razjašnjeno koje promenljive određuju energiju gravitona, količinu energije nošenu jednim gravitonom.
Alternativno, ako su gravitoni uopšte masivni, analiza gravitacionih talasa dala je novu gornju granicu mase gravitona. Gravitonska Komptonova talasna dužina je najmanje 1,6×1016 m, odnosno oko 1,6 svetlosnih godina, što odgovara gravitonskoj masi koja nije veća od 7,7×10−23 eV/c2. Ovaj odnos između talasne dužine i mase-energije izračunava se pomoću Plank-Ajnštajnove relacije, istom formulom koja povezuje elektromagnetnu talasnu dužinu i energiju fotona. Međutim, ako su gravitoni kvantovi gravitacionih talasa, tada je odnos između talasne dužine i odgovarajuće energije čestica fundamentalno drugačiji za gravitone nego za fotone, pošto Komptonova talasna dužina gravitona nije jednaka talasnoj dužini gravitacionog talasa. Umesto toga, donja vezana Komptonska talasna dužina gravitona je oko 9×109 puta veća od gravitacione talasne dužine za događaj GV170104, koja je iznosio ~1.700 km. Izveštaj nije razradio izvor ovog odnosa. Moguće je da gravitoni nisu kvantovi gravitacionih talasa, ili da su ta dva fenomena povezana na drugi način.

## Eksperimentalna opservacija
Nedvosmislena detekcija individualnih gravitona, iako nije zabranjena bilo kojim fundamentalnim zakonom, nije moguća sa bilo kojim fizički detektorom. Razlog je izuzetno nizak presek interakcije gravitona sa materijom. Na primer, pomoću detektora sa masom Jupitera i 100% efikasnošću, postavljenim u blisku orbitu oko neutronske zvezde, mogao bi da opazi samo jedan graviton svakih 10 godina, čak i pod najpovoljnijim uslovima. Bilo bi nemoguće razlikovati ove događaje od pozadine neutrina, jer bi dimenzije potrebnog neutrinog štita osigurale kolaps u crnu rupu.
Opservacijama kolaboracija LIGO i Virgo direktno su detektovani gravitacioni talasi. Drugi su postulirali da gravitonsko rasipanje daje gravitacione talase dok interakcije čestica daju koherentna stanja. Iako ovi eksperimenti ne mogu otkriti pojedinačne gravitone, oni mogu pružiti informacije o određenim svojstvima gravitona. Na primer, ako se primeti da se gravitacioni talasi šire sporije od od c (brzine svetlosti u vakuumu), to bi značilo da graviton ima masu (međutim, gravitacioni talasi moraju da se šire sporije od c u regionu sa nenultom gustinom mase da bi bili prepoznatljivi). Nedavna opažanja gravitacionih talasa su stavila gornju granicu na 1,2×10−22 eV/c2 gravitonske mase. Astronomska posmatranja kinematike galaksija, posebno problema rotacije galaksija i modifikovana Njutnovska dinamika, mogu upućivati na gravitone sa nenultom masom.

## Spoljašnje veze
- Graviton on In Our Time at the BBC. (listen now)